# 画津村
画津村（えづむら）は、熊本県の北部、飽託郡にかつてあった村である。

## 地理
- 河川：加勢川
- 湖沼：江津湖

## 歴史
- 1889年4月1日 - 町村制が施行。江津村、下江津村、所島村、重富村、上無田村、下無田村が合併して画図村が発足。
- 1892年 - 飽田郡と託麻郡が合併し飽託郡となる。
- 1932年12月15日 - 画津村と改称、即日熊本市に編入。

## 学校
- 画図小学校（のちの画図尋常小学校、現在の熊本市立画図小学校）